# OpenSocial
OpenSocial és un servei de Google, Yahoo!, MySpace i molts altres associats, que mitjançant un conjunt de APIs permet construir aplicacions o xarxes socials. De tal manera que la forma de programar aplicacions per a diferents llocs de xarxes socials sigui comuna.
L'eina està formada per un conjunt de APIs comuns destinades a la creació d'aplicacions socials en múltiples llocs web. Està compost per APIs en Javascript i API de dades de Google. L'existència d'aquest model de programació únic resulta de gran utilitat tant per als desenvolupadors com per als llocs web.
En primer lloc, els desenvolupadors només han d'aprendre les APIs una vegada per crear aplicacions que funcionin amb qualsevol lloc web compatible amb OpenSocial. En segon lloc, com qualsevol lloc web pot implementar OpenSocial, els desenvolupadors disposen d'una àmplia xarxa de distribució per arribar als usuaris.
Els llocs web també es beneficien mitjançant la participació d'un conjunt molt més nombrós de desenvolupadors externs que el que podrien aconseguir sense un conjunt estàndard d'API. La Companyia Google i els seus associats, ofereixen algunes tecnologies perquè Internet en el seu conjunt arribi a ser un mitjà més social, responent així al clar interès dels usuaris. Productes, com orkut, són només un dels diferents llocs web que implementen OpenSocial.
Actualment, el codi d'exemple s'ofereix amb la llicència d'Apatxe 2.0. A més, les llicències de tota la documentació de OpenSocial procedeixen de Creative Commons, per la qual cosa es pot reutilitzar i combinar els serveis que s'estimin oportuns. En el futur, es planteja oferir el programari lliure dels components necessaris per executar OpenSocial en el teu propi lloc web.